# Гданцевка
Гданцевка (укр. Гданцівка) — исторический район Кривого Рога, бывшее село и рабочий посёлок.

## История
Гданцевка была основана в 1791 году на землях корнета Мартина Гданцева, от фамилии которого и происходит название села. На время основания у помещика Гданцева было 5900 десятин удобной и 100 десятин неудобной земли. Население составляло 52 человека: 30 мужчин и 22 женщины.
На 1859 год в деревня входила в Моисеевскую волость Александрийского уезда Херсонской губернии, было 8 дворов, где проживало 62 человека.

### Период развития металлургической промышленности
В последней четверти XIX века неподалёку от села начались работы на Лихмановском руднике, на землях арендованных Новороссийским обществом у крестьянина Лихмана на 60 лет. В начале 1890-х годов по инициативе акционерного общества Криворожских железных руд и под непосредственным наблюдением инженера М. Ф. Шимановского начинается строительство Гданцевского чугунолитейного завода. В 1890 году заложена первая домна, в 1891 году построено уже три печи. Строительство завершено в 1892 году.  В Гданцевке работает литейный завод Б. Василевского, цементный завод Гольдера, маслобойня П. Унгера, отель и больница. Развитие промышленности меняет национальный состав Гданцевки — сюда приезжает и селится множество поляков, французов, болгар.
17 июля 1891 года на средства акционерного общества Криворожских железных руд неподалёку завода был открыт памятник-бюст Александру Полю, установленный на искусственной насыпи. На пьедестале была надпись: «Полезной деятельности А. Н. Поля в Кривом Роге 1870-1890 г. от акционерного общества Криворожских железных руд».
На 1894 год землевладельцем был Шимановский Мартин Феликсович — дворянин, коллежский асессор.
В конце 19 века Гданцевка впитала в себя несколько соседних селений, которые располагались на территории, с трёх сторон окружённой руслом Ингульца. По состоянию на 1916 год здесь насчитывалось 348 дворов, где проживало 1766 человек. Уже в 1930-х годах сама Гданцевка вошла в состав Кривого Рога.
В 1924 году на базе бывшего Гданцевского чугунолитейного завода были созданы центральные механические мастерские, в 1932 году реорганизованные в Криворожский завод горного машиностроения, с 1937 года получившего название «Коммунист».

### Великая Отечественная война и послевоенные годы
С началом Великой Отечественной войны завод «Коммунист» был эвакуирован. В период оккупации здесь, близ современной школы № 29, располагался немецкий концлагерь шталаг 338, на территории военного городка № 1.
Во время освобождения города, в феврале 1944 года, на Гданцевке, по улице Чередниченко дом № 12, располагался командный пункт 3-го Украинского фронта под командованием генерала армии Р. Я. Малиновского. После освобождения началась активная работа по восстановлению мирной жизни. Уже в марте была возобновлена работа завода «Коммунист», а в начале мая 1944 года были изготовлены первые пять породопогрузочных машин ПМЛ-4.

## Характеристика
Жилой массив в восточной части Центрально-Городского района Кривого Рога, расположенный южнее исторического центра города, на правом берегу реки Ингулец. Застроен, в основном, частными домами. На севере Гданцевка граничит с Городом, на востоке — с Черногоркой, на юге — с карьерами и отвалами АрселорМиттал Кривой Рог, на юго-западе — с Антоновкой, на западе — с Нижней Антоновкой и Военным городком № 1, на северо-западе — с МОПРом.
Площадь: 1,8 га. Имеет 58 улиц, проживает 7156 человек.

### Инфраструктура
- Парк культуры и отдыха имени Егорова с братской могилой «Скорбящая мать».
- Парк культуры и отдыха «Гданцевский».
- Поликлиника № 2.
- Криворожский институт МАУП имени Петра Калнышевского.
- Музей истории Завода горного оборудования.
- Храм Покрова Пресвятой Богородицы.